# 울프 허드슨

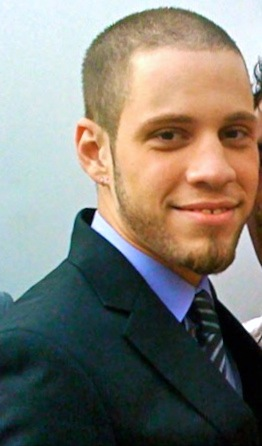
울프 허드슨

울프 허드슨(Wolf Hudson, 1984년 11월 24일 ~ )는 미국의 포르노 배우로, 게이 포르노에 종사한다.